# Lorenzo Da Ponte
Lorenzo Da Ponte (ur. 10 marca 1749 w Ceneda koło Wenecji jako Emmanuele Conegliano, zm. 17 sierpnia 1838 w Nowym Jorku) – autor librett dla wielu kompozytorów, jednak znany jest głównie jako autor librett do oper Mozarta, są to: Wesele Figara, Così fan tutte (KV 588) i Don Giovanni.

## Życiorys
Lorenzo Da Ponte był Żydem z urodzenia, najstarszym synem wdowca Geronimo Conegliano, który w 1764 przeszedł na katolicyzm, aby móc się ponownie ożenić. Trzej jego synowie, w tym Lorenzo przyjęli wyznanie rzymskokatolickie. Emanuele, tak jak było w zwyczaju, przyjął imię Lorenzo Da Ponte od biskupa Cenedy (obecnie część miasta Vittorio Veneto), który go ochrzcił. Dzięki biskupowi wszyscy trzej bracia podjęli studia w seminarium w Cenedzie. Po śmierci biskupa w 1768, Lorenzo przeniósł się do seminarium w Portogruaro, gdzie w 1770 przyjął niższe posługi kościelne i został profesorem literatury. W 1773 został wyświęcony na księdza. W tym czasie zaczął tworzyć poezję w języku włoskim i w łacinie jak np. oda do wina Ditirambo sopra gli odori.

### Wenecja
W 1773 przeniósł się do Wenecji, gdzie pracował jako nauczyciel łaciny, włoskiego i francuskiego. Prowadził rozwiązłe życie. Będąc księdzem w kościele San Luca, miał kochankę i dwoje dzieci. W 1779 oskarżono go o życie w konkubinacie i wygnano na piętnaście lat z Wenecji.

### Wiedeń
Przeniósł się do Gorycji, która należała wtedy do Austrii i pracował jako pisarz. Jego przyjaciel Caterino Mazzolà zaproponował mu pracę w teatrze, gdzie da Ponte miał tłumaczyć libretta. Dał mu również list polecający skierowany do kompozytora Antonia Salieriego. Dzięki jego pomocy uzyskał posadę librecisty we włoskim teatrze w Wiedniu.
W Wiedniu został również nadwornym poetą cesarza Józefa II. Wraz ze śmiercią Józefa II w 1790, da Ponte stracił patrona. Ponieważ nie uzyskał wsparcia od nowego cesarza, Leopolda, a także nie mógł jeszcze powrócić do Wenecji, zdecydował się wyjechać wraz z Nancy Grahl (z którą ostatecznie miał czworo dzieci) do Londynu.

### Londyn
W 1803 został librecistą w King’s Theatre w Londynie, gdzie mieszkał do 1805. Z powodu długów i bankructwa musiał uciekać do Stanów Zjednoczonych.

### Stany Zjednoczone
Początkowo osiedlił się w Nowym Jorku, później w Sunbury w Pennsylwanii, gdzie przez krótki czas prowadził sklep z żywnością oraz udzielał prywatnych lekcji włoskiego. Wrócił do Nowego Jorku, by otworzyć księgarnię. Zaprzyjaźnił się wtedy z Clementem Clarkiem Moore’em i dzięki niemu uzyskał pozycję pierwszego profesora literatury włoskiej w Columbia College. Był pierwszym wykładowcą będącym księdzem katolickim, i jednocześnie pierwszym Żydem z pochodzenia. W Nowym Jorku doprowadził do wystawienia w 1825 opery Don Giovanni. Promując trasę koncertową swojej siostrzenicy Giulii Da Ponte, wprowadził do USA muzykę Gioacchina Rossiniego.
W 1828, w wieku 79 lat, Lorenzo Da Ponte otrzymał obywatelstwo amerykańskie. W 1833, w wieku 84 lat, otworzył pierwszą operę w Stanach Zjednoczonych – New York Opera Company. Z powodu jednak wieku i braku umiejętności biznesowych da Ponte, opera utrzymała się tylko przez dwa sezony i została rozwiązana, a teatr sprzedano, by spłacić długi. Dała jednak podwaliny pod New York Academy of Music oraz New York Metropolitan Opera.
Lorenzo Da Ponte zmarł w 1838 w Nowym Jorku. Bardzo wystawna ceremonia pogrzebu odbyła się w najstarszej nowojorskiej Katedrze Św. Patryka przy Mulberry Street.

## Pamiętniki
Swoje życie opisał w Pamiętnikach.

## Nawiązania
- Do postaci Da Pontego nawiązuje film Carlosa Saury Ja, Don Giovanni.